# Соціал-демократична партія Боснії і Герцеговини
Соціал-демократична партія Боснії і Герцеговини (босн. Socijaldemokratska partija Bosne i Hercegovine) — соціал-демократична партія, що діє в Боснії і Герцеговині. Лідер партії — Златко Лагумджія.

## Історія
Сучасну партію було утворено 1990 року шляхом перейменування Комуністичної партії Боснії і Герцеговини. Сама ж партія веде свою історію з 1909 року. Своєю метою партія називає побудову демократичного соціалізму. Партія також позиціонує себе як поліетнічну, хоч і має популярність переважно у Федерації Боснії і Герцеговини; в Республіці Сербській базується Союз незалежних соціал-демократів.
На останніх парламентських виборах 3 жовтня 2010 року партія здобула 284 358 голосів та 8 депутатських мандатів у Палаті представників Парламентської Скупщини — 265 952 (26,07 %) та 8 мандатів у Федерації Боснії і Герцеговини й 18 406 (2,96 %) та 0 мандатів у Республіці Сербській. На президентських виборах, що відбулись одночасно, кандидат від партії Желько Комшич став одним із трьох президентів — членів Президії Боснії і Герцеговини. Комшич обирався від хорватської громади й отримав 336 961 (60,6 %) голосів. Партія також зібрала 19 297 (3,05 %) голосів і 3 депутатських мандати (з 83) на виборах до Народної Скупщини Республіки Сербської та 251 053 (24,53 %) голосів і 28 депутатських мандатів (із 98) — до Парламенту Федерації Боснії і Герцеговини.
Партія була членом Соцінтерну та є асоційованим членом Партії європейських соціалістів.